# ORES
ORES, ou de son nom complet « Opérateur des réseaux gaz et électricité », est une entreprise belge active dans le secteur énergétique et l'un des gestionnaires des réseaux de distribution d'électricité et de gaz naturel en Région wallonne.

## Historique
Ores a été créé fin 2008 mais n'a débuté ses activités que durant le mois de février 2009 par le biais de huit intercommunales mixtes de distribution. Le 31 décembre 2013, ces huit intercommunales qui constituaient les deux plus grands groupes ORES Assets et ORES scrl fusionnent pour former un groupe économique : ORES

## Missions
ORES réalise les raccordements aux réseaux de distribution, les travaux liés à l’entretien, au développement et au dépannage de ces derniers, ainsi que la pose des compteurs, les relevés d’index de consommation et la gestion des données de marché.
La mission principale d'ORES est d'assurer un approvisionnement en électricité et en gaz ainsi que de raccorder les installations des clients à ces réseaux. ORES est actif dans 200 communes en Région wallonne (couvrant au total quelque 50 000 km en électricité et plus de 9 500 km en gaz naturel). Cela représente 75 % des communes de la Région wallonne.